# أخباريون
الأخباريون، هم فرقة من الفقهاء الإمامية الذين يعتبرون أخبار وأحاديث أئمة الشيعة كمصدر وحيد للفقه واستنباط الحكم الشرعي. برزت هذه الفرقة في القرن الحادي عشر، وكانت لا تجوّز استخدام الطرق الاجتهادية وعلم أصول الفقه. وفي مقابلها يقع الفكر الأصولي الذي يرى ضرورة العمل بالطرق الاجتهادية والاتكال على علم أصول الفقه لاستباط الحكم الشرعي.
وقع الصّراع فيما بين الأخباريين والأصوليين الإمامية حتى قبل القرن الحادي عشر القمري للهجرة لكن كان بشكل غير رسمي ومعلن، لكن اشتدّ الصّراع في القرن المذكور وساد المصطلحين الأخباري والأصولي وقامت الفرقتين بالوقوف علناً أمام الآخر.
وكان محمد أمين الأسترابادي وعبد الله بن صالح السماهيجي وميرزا محمد الأخباري الأخباريين المتشددين، كما أنّ الشيخ يوسف البحراني والسيد نعمة الله الجزائري والملا محسن فيض الكاشاني ومحمد تقي المجلسي ومحمد طاهر القمي والشيخ حر العاملي كانوا من المعتدلين لهذه الفرقة. وكان يقابلهم في معسكر الأصوليين الوحيد البهبهاني والشيخ الأنصاري والشيخ جعفر كاشف الغطاء.
وكان مجمل الخلافات بين الأخباريين والأصوليين في مثل مسائل: الحرمة والجواز في الإجتهاد، انحصار الأدلّة الشرعية بالكتاب والسنّة، المنع من إفادة الظّن، أسلوب تقسيم الأحاديث، جواز التقليد من غير المعصوم، الأخذ بظاهر الكتاب، الحسن والقبح العقليين، إجراء أصالة البراءة في بعض الموارد، حرمة تطبيق بعض أنواع القياس (المنطقي)، الاعتقاد بصحة كلّ ما جاء في الكتب الأربعة

## البداية التأريخية للنشوء
التبائن في الرؤى بين الأصوليين والأخباريين ونظرتهما إلى الفقه الإمامي، يرجع إلى بدايات القرون الأولى لظهور الإسلام، ففي دراسة للتيّارات الإمامية في القرون الثلاثة الأولى، يمكن إدراك وفهم العديد من الفصائل الملتزمة لنصوص الروايات كانت تعتمد إلى نوع خاصّ من الاجتهاد والاستنباط.
ذروة الميل إلى الحديث
لقرن 4 هـ/ 10 م، يُعد الفترة التي هيمنت فيها مدرسة التيار الحديثي في قم، فكان فقهاء أهل الاستنباط أمثال ابن ابي عقيل العماني وابن جنيد الاسكافي في عداد الأقلية. ومن أبرز الفقهاء في هذه الفترة هم محمد بن يعقوب الكليني (متوفى 328-329هـ/940-941م)، علي بن بابويه القمي (متوفى 328هـ)، ابن قولويه (متوفى 368-369هـ/979م) ومحمد بن بابويه القمي (المعروف بالشیخ الصدوق) (متوفى 381هـ/991م) والذي كان لهم الدور المهم في تأليف أقدم المجاميع الحديثية والفقهية.
الميل إلى الفقه الاستدلالي
بعد إطلالة الشيخ المفيد (متوفى 413هـ/1022م) ومن ثم السيد المرتضى (متوفى 436هـ/1044م) والشيخ الطوسي (متوفى460هـ/1068م) ألفت أولى كتب الأصولية في الفقه الإمامي، فشرعت حركة متجددة تفوقت على التيار الحديثي والتي جعلت ميل الفقهاء إليها إلى مدى القرون المتتالية، فظهر التبائن في الاتجاه الأصولي والأخباري، وانعكس ذلك على مؤلفات العلماء، ثم صدرت مقالات للشيخ المفيد حيث عبّر فيها عن فقهاء الاستنباط بشكل مطلق بالفقهاء، كما عبّر مراراً عن المحدثين بأهل النقل وأصحاب الآثار وما شابهها من التعابير. وأمّا السيد المرتضى فقد أطلق في رسالته على أصحاب الحديث بالفقهاء مقابل الفقهاء الذين كان لهم اتجاه أصولي، مما يدل على ميله لهم.

### ظهور مصطلح الأخباري في القرن ال6ه
تم استعمال المصطلح الأخباري لأول مرة في منتصف القرن 6 هـ/ 12م كما جاء في الملل والنحل للشهرستاني، وتبعه عبد الجليل القزويني الرازي وهو عالم إمامي في كتابه النقض في القرن الـ6هـ واستعمل اصطلاحي الأخباري والأصولي في مقابل الآخر.
وقد قام الفقهاء الأصوليون في نهايات القرن الـ4 والنصف الأول من القرن الـ5 بتحديد مدرسة فقهاء الحديث، ولكن حفظوا عددهم القليل وانحسروا بالجوامع الفقهية الإمامية، إلى أن عادوا إلى الواجهة مرة أخرى وبأسلوب جديد بواسطة محمد أمين الأسترابادي (متوفى 1033-1036/1624-1627م)، وتعمّد مهاجمة الأصوليين بشدة.
يعتقد البعض أنّ ابن أبي جمهور الأحسائي (متوفى 904هـ/1499م) كان من الذين مهّد الطريق إلى الأخباريين. وأقام أدّلة في رسالته الموسومة بـالعمل بأخبار أصحابنا في هذا المضمار. مع ملاحظة السوابق التأريخية للأخباريين، ساد إطلاق مصطلح الأخباري لفئة معينة بمعناه الحالي في القرن الـ 11 هـ بعد ظهور محمد أمين الأسترابادي، وبدأت منذ ذلك الوقت الحركة المتجددة للأخباريين، والذي وصف البعض الأسترابادي بـالأخباري الصلب.

### أفول الفكر الأخباري
بعد الخلافات الحادّة والمعلنة فيما بين الأخباريين والأصوليين في القرن الـ 11هـ واستمرارها في القرون التالية وخاصة بعد بروز الأصولي الكبير آية الله وحيد البهبهاني (متوفى 1205هـ) فقد الأخباريين نفوذهم في الحوزات العلمية. كان الوحيد البهبهاني هو الأكثر تأثيراً من العلماء الأصوليين لتصدّي وهزيمة التيار الأخباري. وقد قام بتوسيع نطاق تحدّيه من الدائرة النظرية إلى العملية كما حرّم الصلاة خلف الشيخ يوسف البحراني زعيم الأخباريين.
وتبعه علماء آخرون كالشيخ مرتضى الانصاري (متوفى 1281هـ) والشيخ جعفر النجفي كاشف الغطاء (متوفى 1227-1228هـ) وغيرهم قاموا بتبليغ وترويج أصول الفقه وتأليفه وتدريسه وبالنتيجة إبعاد الأخباريين عن ساحة الصرّاع. وفي الوقت الحالي يسيطر الفكر الأصولي على الحوزات العلمية الشيعية ولا نرى تأثيراً للفكر الأخباري ولا نشاطاً ملحوظاً له إلا بشكل مشتت.

## الأخباريون المتطرفون
- قيل أن محمد أمين الأسترابادي مؤسس المدرسة الأخبارية بين الشيعة المتأخّرين هو أول من فتح باب النقد لعلم الأصول والمجتهدين وقسّم الإمامية إلى قسمين هما الأخباريون والمجتهدون (الأصوليون).[13]

كان في البدأ في سلك المجتهدين وأخذ من كبار المجتهدين الإجازة في الاجتهاد، لكن امتنع عن السلوك في طريقهم. ويبدو أنّه تأثّر كثيراً بأفكار أستاده الميرزا محمد الأسترابادي. دوّن محمد أمين الأسترابادي ما تلقاه من أستاذه في كتاب له بعنوان الفوائد المدنية ويعتبر هذا الكتاب من المصادر المهمّة للأخباريين.
- كان عبد الله بن صالح بن جمعة سماهيجي البحراني ومؤلف كتاب منية الممارسين في القرن الـ 11هـ من جملة المتعصبين للمدرسة الأخبارية.[16] أورد الشيخ يوسف البحراني أنّ عبد الله بن صالح كان كثيراً ما يذم أهل الاجتهاد، في حين كان أبو المولى صالح من أهل الاجتهاد.[17]

- أبو أحمد جمال الدين محمد بن عبد النبي، المعروف بالميرزا محمد الأخباري (متوفى 1232هـ/1817م) كان يهجو المجتهدين الأصوليين المعروفين كالميرزا ابو القاسم القمي والشيخ جعفر النجفي كاشف الغطاء والسيد علي الطباطبائي والسيد محمد باقر حجة الاسلام الاصفهاني ومحمد إبراهيم الكلباسي، ويكنّ لهم العداء بشكل علني.[18]

لهذا قام بعض العلماء البارزين في تلك الحقبة كالسيد محمد المجاهد، ابن المير سيد علي طباطبائي والشيخ موسى، ابن الشيخ جعفر كاشف الغطاء والسيد عبد الله شبر والشيخ اسد الله الكاظميني بالحكم على قتله.

## الأخباريون المعتدلون
- اتخذ يوسف البحراني (متوفى 1186هـ/1772م) منحىً معتدلاً اتجاه الأخباريين والأصوليين.[19]

وادعى الشيخ البحراني أنّ لـمحمد تقي المجلسي منهجاً وسطياً في التعامل مع الأخباري والأصولي. كان وحيد البهبهاني يخالف البحراني بحيث كان يحذّر الناس من الصلاة خلفه. وكان البحراني زعيم المذهب الأخباري، وكان يحذّر انصار الخط الأخباري من النقد اللاذع وشتمهم انصار الاتجاه الأصولي، لأنه يتسبب بشرخ بين صفوف الشيعة وشجار بين علماء الأخباريين والأصوليين.
- مع أنّ نعمة الله الجزائري (متوفى 1112هـ/1700م) كان أخبارياً، ولكنّه كان يسعى جاهداً إلى مؤازرة المجتهدين ومن والاهم وكان يحترم آرائهم.[22]
- عدّ البعض أنّ ملا محسن الفيض الكاشاني (متوفى 1091هـ/1680م) من الأخباريين.[23] يقول الفيض الكاشاني: إنّي مقلّد القرآن والحديث وأجنبيٌ عن غيره.[24] وكان كلامه في الظاهر ردّاً على الاتجاه الصوفي، ولم يقصد فيه الاتجاه الاجتهادي وعلم الأصول، لكنه كان يعتقد أنّ عقول عامة الناس (غير المعصومين (ع))، ناقصة ولا يمكن الاعتماد عليها ولا حجة لها.[25] هاجم الملا فيض في بعض مؤلفاته كالكلمات المكنونة بوضوح على المجتهدين وانتقد فيها أسلوبهم الأصولي هناك. في دراسة لآراءه في بعض مؤلفاته وخاصّة في هذا الكتاب، لا مجال للشك بانتماءه إلى الخط الأخباري. كان الفيض الكاشاني يعتقد أنّ فتح باب الاجتهاد الأصولي بواسطة الأصوليين، أثقل كاهل المكلّفين بالتكاليف وتحدثوا بأشياء سكت عليه رب العباد وكانت الحكمة تقتضي السكوت عليها.[26]
- محمد تقي المجلسي (متوفى 1070هـ/1660م) كان من عداد الموالين للمدرسة الأخبارية وحسب ما قيل، كان يؤيد تعاليم محمد أمين الأسترابادي بشكل صريح.[27]
- الملا خليل بن غازي القزويني (متوفى 1089هـ/1678م) قد عاصر كل من الشيخ حر العاملي ومحمد باقر المجلسي والملا محسن فيض الكاشاني وكان من تلامذة الشيخ البهائي والميرداماد وكان يخالف الاجتهاد بقوة ويرفضها.[28]
- محمد طاهر القمي (متوفى 1098هـ/1687م) يعدّ من الأخباريين المعتدلين.[29]
- الشيخ حر العاملي (متوفى 1104هـ/1693م) أشار في خاتمة كتابه المعروف، وسائل الشيعة، بأنّ مسلكه أخباري.[30]

## مواجهة الفكر الأخباري

### الوحيد البهبهاني
بدأ الصّراع فيما بين الأصوليين والأخباريين في القرن الـ 11 هـ، ومن المجتهدين الذين هاجموا الفكر الإخباري الشيخ وحيد البهبهاني (متوفى 1205هـ 1791م). ومن جهة كانت كربلاء والنجف الاشرف من جملة مدن العراق التي تعتبر مقرّاً للأخباريين وبزعامة الشيخ يوسف البحراني. وفي نفس الوقت كان المناصرين للأصول والاجتهاد في عزلة تامة، إلى أن هاجر الشيخ الوحيد إلى كربلاء، وبادر بتحدّي ومكافحة الأخباريين هناك.
كان الشيخ البهبهاني إلى جانب البحوث والاستدلالات العلمية في رد الأخباريين وإثبات أسلوب الاجتهاد، لا يأبى عن التصدّي العملي للأخباريين - وكما ذكر سابقاً - حرّم المصلّين بالائتمام خلف الشيخ يوسف البحراني الذي كان زعيم الأخبارية آنذاك.  فكانت نتيجة هذه الخطوات التي قام بها الشيخ وحيد البهبهاني وآخرين من الفقهاء الأصوليين البارزين، خرج الأصوليين من عزلتهم وتمكّنوا من الأخباريين.
ومن جملة الكتب التي حررّها البهبهاني في الرّد على الأخبارية والدفاع عن المجتهدين، هي رسالة الاجتهاد والأخبار.

### مرتضى الأنصاري
بعد الشيخ وحيد البهبهاني، يعتبر مرتضى الأنصاري (متوفى 1281هـ/1864) هو مؤسس علم أصول الفقه، وقد ورد في كلام منسوب له: أنّه إذا كان الأمين الأسترابادي حياً لحد الساعة كان ليؤمن بهذه الأصول.
جعفر كاشف الغطاء
وكان جعفر النجفي كاشف الغطاء (متوفى 1227-1228هـ/1812-1813م) هو من جملة المقارعين للأخباريين، حيث قام بمخالفة ميرزا محمد الأخباري وفي هذا الصعيد حرر كتيباً تحت عنوان كشف الغطاء عن معائب ميرزا محمد عدو العلماء، وأرسل نسخة منه إلى فتح علي شاه القاجار حتى يكفّ عن دعم ميرزا محمد الأخباري.

## الخلافات الأساسية بين الأصوليين والأخباريين
لا تختلف المدرسة الأخبارية عن الأصولية في العقائد، ولكن يختلفون في مجال الفقه وكيفية استنباطه.
وقد ذكر نعمة الله الجزائري في كتابه منبع الحياة والملا رضي القزويني في كتابه لسان الخواص الخلافات الأساسية فيما بين الأخباريين والأصوليين، وقد ذكرعبد الله بن صالح السماهيجي في كتابه منية الممارسين 40 فرقاً بين الأصوليين والأخباريين، وبحث جعفر كاشف الغطاء في كتابه الحق المبين بالفروق بين التيارين الأخباري والأصولي، وتطرّق الميرزا محمد الأخباري في كتابه الطهر الفاصل إلى 59 فرقاً فيما بين الفريقين، كما أشار أيضاً السيد محمد الدزفولي في كتابه فاروق الحقّ إلى 86 فرقاً، وأورد الحر العاملي الاختلافات الواقعة بين الاتجاهين في فائدة الـ 92 من الفوائد الطوسية.

### حرمة الاجتهاد
يعتقد الأخباريون بحرمة الاجتهاد ولكن الأصوليون يروون ذلك واجباً كفائياً كما يرى البعض منهم أن الاجتهاد واجب عيني، ويستدل الملا محمد أمين الأسترابادي على حرمة الاجتهاد في كتابه الفوائد المدنية، حيث علّق فيه بأنّ طريقة الاجتهاد ليست طريقة احتذى بها العلماء السابقين.

### انحصار الأدلّة بالكتاب والسنة
يعتقد الأخباريون بانحصار الأدلة الشرعية بالكتاب والسنة، ولم يعتقدوا بحجية الإجماع والعقل، وهذا خلافاً لما يعتقد بها الأصوليون.

### خلافات أخرى
1. المنع من تحصيل الظن؛ يمنع الأخباريون من تحصيل الظن لإثبات الأحكام الشرعية، ويعتبرون أن العلم هو الطريق الوحيد للوصول إلى الحكم الشرعي، بخلاف المجتهدين.
2. طريقة تقسيم الاحاديث؛ تنقسم الأحاديث عند الأخباري إلى صنفين؛ الصحيح والضعيف. لكن تنقسم الروايات عند المجتهدين إلى 4 أصناف؛ الصحيح والموثق والحسن والضعيف.
3. التقليد من غير المعصوم؛ يقسم الأصوليون عامة الناس إلى قسمين: المجتهدين والمقلّدين، لكن الأخباريون لا يجيزون تقليد غير المعصوم.
4. الأخذ بظواهر الكتاب؛ يعتقد الأصوليون بحجية ظاهر القرآن الكريم كما يُقدم ظاهر الكتاب على ظاهر الخبر، لكن الأخباريون يتمسكون بظاهر القرآن حينما يأتي تفسير من المعصوم في خصوص الآية.
5. الاعتقاد بصحة كلّ ما في الكتب الأربعة؛ يعتقد الأخباريون - بخلاف الأصوليون - بصحة كل ما جاء من الأحاديث في الكتب الأربعة وأنها قطعيّة الصدور من المعصوم .[39]
6. الحسن والقبح العقليين؛ يعترف الأخباريون بالحسن والقبح العقليين، لكن لا يرون الحجة للأحكام العقلية المستقلة بخلاف ما يراه الأصوليون.
7. تحريم العمل ببعض أنواع القياس؛ يرى الأخباريون بعدم اعتبار بعض أنواع القياس كقياس الأولوية وقياس منصوص العلّة وتنقيح المناط والذي يعمل به الأصوليون، كما يعدّون هذه الأنواع من المنهي عنها في الأخبار وأنها باطلة.[40]
8. أصالة البراءة؛ يجري الأصوليون أصل البراءة في كلّ من الشبهات الحكمية التحريمية والحكمية الوجوبية، لكن يوافقهم الأخباريون بالرأي في الشبهة الوجوبية فقط.
9. التمسك بأصالة البراءة في تعارض الأخبار؛ لا يجيز الأخباريون بخلاف الأصوليين بالتمسك بأصل البراءة حين تعارض الأخبار، كما ذكره الأسترابادي في كتابه فوائد المدنية، فيقول: أعتقد أنّ التمسك بالبراءة الأصلية كان ممكناً قبل إكمال الدين، لكن وبعد إكماله، لا مجال لإجراءها؛ لأنّ الروايات التي يحتاجها عامة الناس قد جاءت متواترة من الائمة في كلّ حادث يحتاج إليه الناس، وقد ثبتت الحقائق والموضوعات إلى يوم القيامة، وقد صدرت الأحكام القطعية لكل خلاف ومرافعة بين اثنين.[41]

## علاقة الشيخية بالأخباريين
هناك وجهات نظر مختلفة في خصوص العلاقة فيما بين المدرسة الشيخية والأخبارية، مع أن كبار المسلك الشيخي ينكرون أيّ علاقة فيما بينهم والأخباريين لكن معارضي هذه المدرسة يدّعي بأنّ هناك علاقة وطيدة فيما بين إنشاء المدرسة الأخبارية وحدوث المسلك الشيخي الذي كان متاثّراً بأفكار ورؤى الفرقة الأخبارية. ويعتقد البعض أن المسلك الشيخي هو الخط المعتدل فيما بين الأخباريين والأصوليين، ولم ينحاز إلى الأصولية تماماً ولا إلى الأخبارية كذلك.
مع ذلك فقد نفى جعفر السبحاني إلصاق تُهمة الأخباريَّة بالشيخيَّة.

## اهتمام الباحثين الأروبيون لهذا الموضوع
قام الأوروبيون في النصف الثاني من القرن الـ 20 الميلادي بزيادة دراساتهم حول الأخبارية؛ أورد الباحث اسكارجا في سنة 1958م في مقالة له تحت عنوان «حول النقاشات الدائرة بين الأخباريين والأصوليين في إيران» آراء الفريقين بإسهاب، وجعلها تحت النقد والبحث وبيّن الاختلافات فيما بينهما. وتلاه مادلنج في عام 1980م في مقالة تحت عنوان «دائرة المعارف الإسلامية» بدراسة حول الفرقتين وسعى إلى تعريفهما. وكتب كولبرغ في عام 1985م مقالة أيضاً تحت عنوان «الأخباريون».

## الانتشار الجغرافي للأخباريون
تم انتشار الفكر الأخباري في القرن الـ11وحتى الـ 13هـ في المدن ايران والعراق وفي البحرين والهند الدينية أيضاً. ففي عهد رواج الأخبارية كانت الجهة الغربية من مدينة قزوين هي محل تواجد الأخباريين من تلامذة ومريدي الملا خليل القزويني (متوفى 1089هـ)، وكانت هذه المدينة مقرّاً مهماً لتابعي هذه المدرسة، لكن بعد أن تصدى الأصوليون للأخباريون وأفكارهم، وضعفوا يوماً بعد يوم وقف تمددهم بشكل كبير في البلاد.
وأمّا في الوقت الحاضر فليس لهم تواجد كبير- اذ ان أغلب الشيعة اليوم أصوليون- فمستقرهم الوحيد الذي له أثر منهم هو بعض مناطق محافظة خوزستان الإيرانية (بالأخص مدينتي خرمشهر وآبادان)